# Manly (Iowa)
Manly ist eine Kleinstadt (mit dem Status „City“) im Worth County im US-amerikanischen Bundesstaat Iowa. Im Jahr 2010 hatte Manly 1323 Einwohner, deren Zahl sich bis 2013 auf 1313 verringerte. Das U.S. Census Bureau hat bei der Volkszählung 2020 eine Einwohnerzahl von 1.256 ermittelt.

## Geografie
Manly liegt im Norden Iowas am Beaver Creek, der über den Shell Rock River, den Cedar River und den Iowa River zum Stromgebiet des Mississippi gehört. Die Grenze Iowas zu Minnesota verläuft 25 km nördlich.
Die geografischen Koordinaten von Manly sind 43°17′14″ nördlicher Breite und 93°12′08″ westlicher Länge. Die Stadt erstreckt sich über eine Fläche von 3,81 km² und ist die größte Ortschaft innerhalb der Lincoln Township.
Nachbarorte von Manly sind Kensett (8,1 km nördlich), Northwood (18,5 km in der gleichen Richtung), Grafton (15,2 km ostnordöstlich), Plymouth (11,4 km südöstlich), Mason City (16,2 km südlich) und Hanlontown (15,3 km westlich).
Die nächstgelegenen größeren Städte sind die Twin Cities in Minnesota (Minneapolis und Saint Paul) (207 km nördlich), Rochester in Minnesota (133 km nordöstlich), Wisconsins Hauptstadt Madison (358 km östlich), Dubuque am Schnittpunkt der Bundesstaaten Iowa, Wisconsin und Illinois (276 km ostsüdöstlich), Waterloo (147 km südöstlich), Cedar Rapids (233 km in der gleichen Richtung), Iowas Hauptstadt Des Moines (209 km südlich), Nebraskas größte Stadt Omaha (428 km südwestlich), Sioux City (347 km westsüdwestlich) und South Dakotas größte Stadt Sioux Falls (308 km westlich).

## Verkehr
Der Interstate Highway 35, der hier die kürzeste Verbindung von Minneapolis nach Des Moines bildet, verläuft in rund 12 km Entfernung westlich an Manly vorbei. Der parallel verlaufende U.S. Highway 65 führt entlang des westlichen Stadtrandes von Manly und kreuzt auf Höhe des Stadtzentrums den Iowa State Highway 9. Alle weiteren Straßen sind untergeordnete Landstraßen, teils unbefestigte Fahrwege sowie innerörtliche Verbindungsstraßen.
In Manly treffen zwei Eisenbahnlinien der Union Pacific Railroad (UP) und der Iowa Interstate Railroad (IAIS) zusammen.
Mit dem Mason City Municipal Airport befindet sich 30 km südwestlich ein Regionalflughafen. Die nächsten Großflughäfen sind der Minneapolis-Saint Paul International Airport (204 km nördlich) und der Des Moines International Airport (219 km südlich).

## Geschichte
Die Anfänge von Manly gehen auf das Jahr 1877 zurück, als hier eine Eisenbahnkreuzung entstand. Die Siedlung wurde Manly Junction genannt, nach einem Frachtagenten der Eisenbahn. Im Jahr 1898 wurde der Ort als Town of Manly als selbstständige Kommune inkorporiert. Der heutige Status als City of Manly wurde der Stadt 1973 verliehen.

## Bevölkerung
Nach der Volkszählung im Jahr 2010 lebten in Manly 1323 Menschen in 534 Haushalten. Die Bevölkerungsdichte betrug 347,2 Einwohner pro Quadratkilometer. In den 534 Haushalten lebten statistisch je 2,41 Personen.
Ethnisch betrachtet setzte sich die Bevölkerung zusammen aus 97,7 Prozent Weißen, 0,5 Prozent Afroamerikanern, 0,2 Prozent amerikanischen Ureinwohnern, 0,3 Prozent Asiaten sowie 0,3 Prozent aus anderen ethnischen Gruppen; 1,0 Prozent stammten von zwei oder mehr Ethnien ab. Unabhängig von der ethnischen Zugehörigkeit waren 2,5 Prozent der Bevölkerung spanischer oder lateinamerikanischer Abstammung.
27 Prozent der Bevölkerung waren unter 18 Jahre alt, 54 Prozent waren zwischen 18 und 64 und 19 Prozent waren 65 Jahre oder älter. 52,7 Prozent der Bevölkerung waren weiblich.
Das mittlere jährliche Einkommen eines Haushalts lag bei 45.000 USD. Das Pro-Kopf-Einkommen betrug 20.821 USD. 13,5 Prozent der Einwohner lebten unterhalb der Armutsgrenze.